# USS St. Lo (CVE-63)
La USS St. Lo (CVE-63) era una portaerei di scorta della classe Casablanca.
Impostata il 23 gennaio 1943 col nome di Chapin Bay, il 3 aprile le fu cambiato nome in Midway. Varata il 17 agosto dalla signora Howard Nixon Coulter, entrò in servizio il 23 ottobre ai comandi del capitano Francis J. McKenna. Fu rinominata definitivamente St. Lo il 10 ottobre 1944, in onore della cittadina francese di Saint-Lô, teatro di duri combattimenti durante lo sbarco in Normandia.

## Storia
Dopo i primi test lungo la West Coast e tre viaggi, due a Pearl Harbor ed uno in Australia, per trasportare aerei sostitutivi, la Midway, su cui era imbarcato il Composite Squadron 65, in giugno si unì al Carrier Support Group 1 ai comandi del retroammiraglio Gerald F. Bogan, per prendere parte alla Campagna delle isole Marianne e Palau. Il 15 giugno gli aerei imbarcati sulla Midway fornirono copertura alle operazioni di sbarco su Saipan ed effettuarono attacchi ad obiettivi terrestri.
Durante la battaglia la Midway fu il bersaglio di numerosi attacchi aerei, ma non riportò danni. Gli F4F Wildcat del Composite Squadron 65, nel difendere la loro portaerei, riuscirono ad abbattere quattro caccia giapponesi e a danneggiarne un quinto. Il 13 luglio fece rotta verso la base navale di Enewetak e, dopo aver effettuato rifornimento, il 23 luglio ripartì per congiungersi alle forze che avrebbero attaccato Tinian.
Durante la battaglia la Midway fornì supporto aereo alle truppe di terra e condusse una continua lotta anti-sommergibile fino al 28 luglio, quando fu costretta ad effettuare nuovi rifornimenti.
La Midway rimase all'ancora a Enewetak fino al 9 agosto, quando partì in direzione della base navale di Seeadler Harbor su Manus, nelle Isole dell'Ammiragliato, dove giunse il 13 agosto.
Il 10 settembre si unì alla Task Force 77, che avrebbe preso parte all'invasione di Morotai.
La Midway lanciò il primo aereo il 15 settembre, giorno dello sbarco su Morotai, e proseguì supportando alle truppe impegnate in battaglia e fornendo copertura aerea alle navi che portavano rifornimenti sull'isola fino al 22 settembre. Dopo aver fatto rifornimento di carburante alla base di Mios Woendi, riprese le operazioni aeree su Morotai.
Il 3 ottobre, il sottomarino giapponese RO-41 lanciò due siluri contro la Midway. Il capitano Mckenna riuscì a schivarli, ma uno di essi andò a colpire la poppa della vicina Shelton, danneggiandola severamente. Nonostante i tentativi di rimorchiarla, la Shelton affondò lo stesso giorno. La Midway tornò alla base di Seeadler Harbor il 7 ottobre.
Il 10 ottobre la Midway fu rinominata St. Lo, in modo da liberare il nome per la nuova portaerei Midway. Il nuovo nome fu scelto per commemorare un'importante vittoria delle truppe statunitensi, che il 18 luglio di quello stesso anno erano riuscite a conquistare dopo una dura battaglia la cittadina francese di Saint-Lô.

### Battaglia del Golfo di Leyte
La St. Lo Lasciò Seeadler Harbor il 12 ottobre, per prendere parte alla liberazione di Leyte, dove arrivò il 18 ottobre con l'ordine di fornire copertura aerea e supporto aereo ravvicinato durante le missioni di bombardamento e nel successivo sbarco anfibio sull'isola. Dalla St. Lo partirono numerosi aerei che operarono in supporto all'invasione di Tacloban, nella costa nord-est di Leyte.
Come parte della Task Force 3, composta da sei portaerei di scorta, tre cacciatorpediniere e quattro cacciatorpediniere di scorta ai comandi del retroammiraglio Clifton Sprague, la St. Lo si spostò sulla costa est, tra Leyte e l'Isola di Samar. La St. Lo effettuò sortite aeree dal 18 al 24 ottobre, con obiettivi installazioni e basi aeree nemiche su entrambe le isole. Il 25 ottobre, mentre la Task Force 3 era in navigazione a circa 100 km a est dell'Isola di Samar, prima del sorgere del sole dalla St. Lo decollarono 4 aerei in missione di pattugliamento anti-sommergibile. Le altre portaerei della Task Force si preparavano per lanciare attacchi aerei prima della alba sulla spiaggia su cui era previsto lo sbarco.
La battaglia al largo di Samar iniziò alle 6:47 di quel mattino quando il pilota di uno dei TBF Avenger decollati dalla St. Lo, l'alfiere Bill Brooks, comunicò che una grande forza navale giapponese, comprendente 4 corazzate, 6 incrociatori e 10-12 cacciatorpediniere, in avvicinamento a soli 27 km in direzione ovest-nordovest. Nello stesso momento le vedette della St. Lo avvistarono all'orizzonte i caratteristici alberi a pagoda della navi giapponesi. Sprague ordinò immediatamente alle portaerei della Task Force 3 di virare in direzione sud alla massima velocità. Il comandante della flotta nemica, il viceammiraglio Takeo Kurita, riuscì a chiudere la via di fuga alla Task Force 3, ed alle 6:58 ordinò di aprire il fuoco contro le più lente, in inferiorità numerica e praticamente disarmate navi statunitensi. La St. Lo e le altre 5 portaerei di scorta, mentre tentavano di schivare i colpi nemici, lanciarono tutti gli aerei a disposizione, caccia e aerosiluranti, caricati con qualunque armamento fosse a portata di mano dell'equipaggio, dalle bombe general purpose fino alle cariche di profondità. Le portaerei, sotto il fuoco delle corazzate e degli incrociatori giapponesi, ordinarono agli aerei di attaccare le navi nemiche e di procedere verso la pista di atterraggio di Tacloban, su Leyte, per fare rifornimento di combustibile e munizioni.
Le salve nemiche si susseguivano con "sconcertante rapidità" e sempre più vicino alla St. Lo, i cui aerei continuavano a colpire con bombe, razzi e fuoco dei loro cannoni le navi che chiudevano la strada alla portaerei.
Alle 7:38, gli incrociatori giapponesi approcciarono la St. Lo nel quadrante di poppa, a circa 13.000 m. La St. Lo aprì il
fuoco con l'unica arma a disposizione, un cannone da 5" (130 mm)/38, riuscendo a centrare con tre colpi un incrociatore classe Tone. Per i successivi 90 minuti, la St. Lo si trovò sotto al fuoco incrociato degli incrociatori e dei cacciatorpediniere della flotta al comando di Kurita, che riuscirono a portarsi a 9.000 m dalla portaerei. Molti colpi, esplosi sia da dritta che da babordo, finirono in mare a varie distanze dalla St. Lo, oppure le passarono direttamente sopra.
Durante l'attacco giapponese, le portaerei della Task Force 3 erano circondate da una cortina di fumo, voluta da Sprague, che riuscì diminuire drasticamente la precisione dei colpi nemici.
Più efficaci furono gli attacchi dei cacciatorpediniere e cacciatorpediniere di scorta statunitensi, che si lanciarono coraggiosamente contro gli incrociatori ed i cacciatorpediniere giapponesi.
Per tutta la durata dello scontro, le unità al comando di Kurita subirono gli attacchi senza sosta degli aerei della Task Force 3 e di altre due portaerei statunitensi accorse da sud. I pesanti attacchi aerei ed il fuoco incessante dei cacciatorpediniere e cacciatorpediniere di scorta statunitensi costrinsero al ritiro le navi nemiche, che alle 9:20 si allontanarono in direzione nord. Alle 9:15 alcuni cacciatorpediniere giapponesi, tenuti fino a quel momento alla larga dalla solitaria e coraggiosa azione del Johnston, lanciarono dei siluri dalla distanza di 9.600 m contro le portaerei della Task Force 3. L'attacco si rivelò prematuro, in quanto i siluri finirono il carburante prima di colpire le navi statunitensi. Il sottotenente di vascello Tex Waldrop, che pilotava uno dei TBF Avenger decollati dalla St. Lo, riuscì a avvistare due siluri ed a colpirli col fuoco delle mitragliatrici, facendoli esplodere prima che potessero raggiungere la Kalinin Bay. Nella battaglia, la Task Force 3 perse la Gambier Bay, la Johnston, la Hoel e la Samuel B. Roberts.

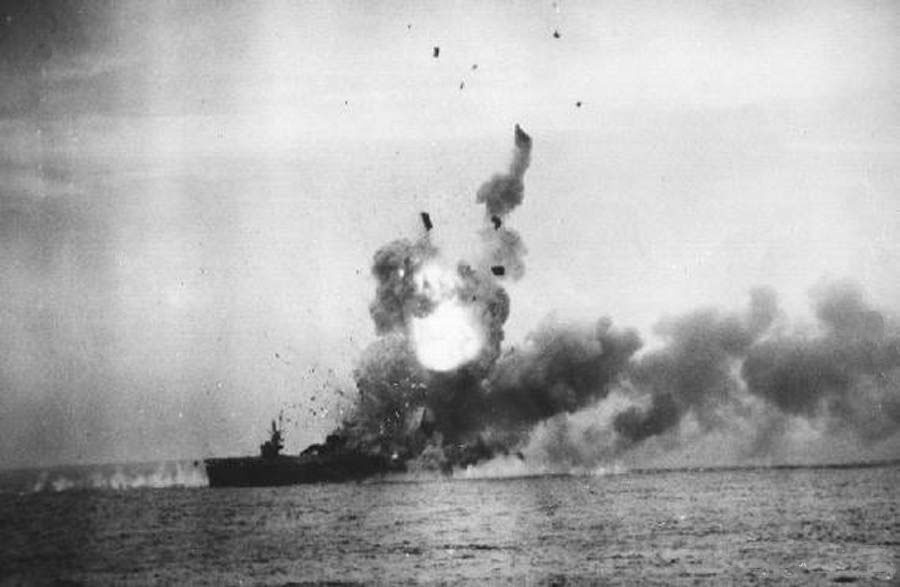
La St. Lo colpita dall'A6M2 Zero di Yukio Seki

### L'affondamento
Alle 10:47, la Task Force 3 si trovo sotto un pesante attacco della Shikishima Special Attack Unit. Nei successivi 40 minuti di scontro coi kamikaze tutte le portaerei di scorta, eccetto la Fanshaw Bay, riportarono danni. Alle 10:51, un Mitsubishi A6M2 Zero, pilotato dal tenente Yukio Seki, si schiantò sul ponte di volo della St. Lo. Nell'impatto, le bombe dell'aereo giapponese finirono nell'hangar sottostante, dove gli aerei imbarcati erano impegnati in operazioni di rifornimento ed armamento. Scoppiò un incendio, seguito da sei esplosioni secondarie, comprese quelle dei siluri e delle bombe immagazzinate a bordo della portaerei. La St. Lo, avvolta dalle fiamme, affondò 30 minuti dopo.
La St. Lo divenne così la prima nave ad essere affondata da un attacco kamikaze. Degli 889 membri dell'equipaggio, 113 rimasero uccisi o dispersi durante l'affondamento, e circa 30 morirono successivamente a causa delle ferite riportate. I sopravvissuti furono tratti in salvo dalla Heermann, dalla John C. Butler, dalla Raymond e dalla Dennis, che da sola recuperò 434 uomini.
Il 10 ottobre 2019 la nave da ricerca Petrel, ha reso noto di aver ritrovato il relitto della St. Lo a 4.736 m di profondità sul bordo della fossa delle Filippine.

## Onorificenze
La St. Lo ricevette una Presidential Unit Citation e quattro Battle star per il servizio reso nella seconda guerra mondiale.